# ハインリヒ・ツー・ザイン＝ヴィトゲンシュタイン
ハインリヒ・プリンツ・ツー・ザイン＝ヴィトゲンシュタイン（Heinrich Prinz zu Sayn-Wittgenstein、1916年 8月14日 - 1944年 1月21日）は、第二次世界大戦時のドイツ空軍の夜間戦闘機のエース・パイロットである。貴族。エース・パイロットとは空中戦で5機以上の敵機を撃墜した軍人パイロットを呼び表す呼称である。死亡した時点ではドイツ空軍で最も戦果の多い夜間戦闘機パイロットであり、第二次世界大戦終了時でも3番目に位置するエース・パイロットであった。
プリンツ・ツー・ザイン＝ヴィトゲンシュタインは1916年 8月14日にデンマークのコペンハーゲンに生まれ、1937年春にドイツ国防軍の騎兵部隊に入隊した。飛行訓練を受けることを認められ、新生ドイツ空軍へ転籍し、当初は観測員、後にパイロットとして第1爆撃航空団（KG 1）と第51爆撃航空団（KG 51）に配属された。これらの部隊でフランス侵攻、バトル・オブ・ブリテン、バルバロッサ作戦といった戦いに従軍した後に夜間戦闘機部隊へ転属した。ザイン＝ヴィトゲンシュタインは1942年5月6日から7日の夜に最初の戦果を挙げ、10月までに22機を撃墜して10月7日に騎士鉄十字章を授与された。1943年8月31日には54機撃墜の功で柏葉付騎士鉄十字章を授与された。1944年1月に第2夜間戦闘航空団の戦闘航空団司令に任命され、戦死する1月21日までこの職を務めた。死後に柏葉・剣付騎士鉄十字章を授与された。

## 家族
ハインリヒ・プリンツ・ツー・ザイン＝ヴィトゲンシュタインは1916年 8月14日にデンマークの首都コペンハーゲンで、上級貴族のザイン＝ヴィトゲンシュタイン＝ザイン家の一員として生まれた。ハインリヒはグスタフ・アレクサンダー・プリンツ・ツー・ザイン＝ヴィトゲンシュタイン＝ザイン（Gustav Alexander Prince zu Sayn-Wittgenstein-Sayn、1880年 - 1953年）とその妻ヴァルブルガ・バロネス・フォン・フリーセン（Walburga Baroness von Friesen、1885年 - 1970年）の間にできた3人息子の次男で、兄はルートヴィヒ（Ludwig）、弟はアレクサンダー（Alexander）であった。ザイン＝ヴィトゲンシュタイン＝ザイン家は、ナポレオン戦争時代のロシア帝国陸軍の有名な指揮官であった陸軍元帥ペーター・ツー・ザイン＝ヴィトゲンシュタイン＝ルートヴィヒスブルクの子孫であった。
ザイン＝ヴィトゲンシュタインは、レマン湖での家庭教師、オーバーバイエルン/ノイボイアーンのボーディングスクール、短期間滞在したスイスのダボス、モントルーの公立学校といった各地の様々な学校で学んだ。1935年12月17日に上級の教育施設であるレアルギムナジウムでアビトゥーアを受験した。
ザイン＝ヴィトゲンシュタインは、1932年4月12日にフライブルクでヒトラーユーゲントに入隊し、1933年1月15日にグループ長（Kameradschaftsführer）になり、1933年の復活祭から秋まで「Wehrsportleiter」という軍事スポーツ活動のグループを率いた。その後1934年5月まで指導部隊（Ausbildungsschar）の指揮を執った。1934年6月からは実践隊（2/1/113 、Gefolgschaft）を率い、113隊（Bann）の別のキャンプと地域指導者学校（Gebietsführerschule）で更なる準軍事スポーツ訓練を受けた。

## 軍歴
1937年4月にザイン＝ヴィトゲンシュタインは軍務に服することを決め、バンベルクの第17騎兵連隊（Kavallerie-Regiment）に入隊した。1937年夏にドイツ空軍へ転籍となり、10月にブラウンシュヴァイクの戦闘訓練学校に入校し、1938年6月に将校に任官し少尉へ昇進した。ザイン＝ヴィトゲンシュタインは様々な飛行場で勤務に就き、ユンカース Ju 88とハインケル He 111を操縦していた。1938年から1939年の冬にはフリッツラーに駐屯する第54爆撃航空団に配属されていた。

### 爆撃機部隊で
1939年9月1日に第二次世界大戦が勃発するとザイン＝ヴィトゲンシュタインは最初の実戦をフランス侵攻の西部戦線で経験し、それに続くバトル・オブ・ブリテンにも参加した。当初は第1爆撃航空団「ヒンデンブルク」（KG 1）でビッギンヒルの英空軍（RAF）の基地への高高度作戦飛行を実施したゲルハルト・バーカー（Gerhard Baeker）が操縦するHe 111に観測員として搭乗した。
1940年から1941年の冬にザイン＝ヴィトゲンシュタインはパイロット訓練学校に戻り、夜間飛行任務に必須の盲目飛行に習熟していることを認定した「'C2'-免許」として知られる「空軍高等パイロット2種免許」（Erweiterter Luftwaffen-Flugzeugführerschein 2）を取得し、1941年3月に実戦部隊へ復帰した。バルバロッサ作戦の準備のために部隊は東プロイセンのアイヒヴァルデへ移動し、KG 1は北方軍集団を援護して最初にリエパーヤ、その後イェルガヴァやリガといった厳重に確保されている敵飛行場を目標とした作戦に参加した。
1941年8月にザイン＝ヴィトゲンシュタインは夜間戦闘機部隊へ転属となった。この時点までで150回の作戦行動に従事し、二級と一級鉄十字章、空軍栄誉カップと空軍前線飛行章金章・爆撃機パイロットを授与されていた。

### 夜間戦闘機
1941年11月1日にザイン＝ヴィトゲンシュタインは夜間戦闘機部隊に志願し、第2夜間戦闘航空団（NJG 2）/第9飛行中隊の飛行中隊長に任命された後の1942年1月に第51爆撃航空団を離任した。NJG 2の補充飛行隊（Ergänzungsgruppe）に配属されていた1942年5月6日の夜にワルヘレンの西40 kilometers (25 mi)でブリストル ブレニム機を撃墜したのが夜間での初の戦果であった。7月23日と9月10日の両日には各々15機目から17機目と19機目から21機目となる一晩で3機を撃墜し、22機目を撃墜した後の10月7日に騎士鉄十字章を授与された。この勲章はヨーゼフ・カムフーバー将軍から授与され、授与式の後2人は第9飛行中隊の部隊員を視察した。
ザイン＝ヴィトゲンシュタイン大尉は1942年12月1日に第5夜間戦闘航空団（NJG 5）/第IV飛行隊の飛行隊長に任命され、1943年2月に東部戦線へ転戦した。ここでヘルベルト・キュムリッツ（Herbert Kümmritz）伍長（Unteroffizier）が無線士/レーダー操作員（Bordfunker）としてザイン＝ヴィトゲンシュタインの搭乗員に加わった。この当時キュムリッツは既にシュターデに駐屯する第3夜間戦闘航空団/第II飛行隊のメッサーシュミット Bf 110で6カ月の作戦任務の経験があり、大戦開始以前にはベルリンのテレフンケン社で短波無線技術を習得していた。キュムリッツが来る前にザイン＝ヴィトゲンシュタインはそれまでの全ての無線士/レーダー操作員を数回共に飛行した後で拒否していた。1943年3月と4月にカムフーバーは、フランスにあるUボート基地の防衛のためにNJG 5/第IV飛行隊にレンヌへの移動命令を出した。

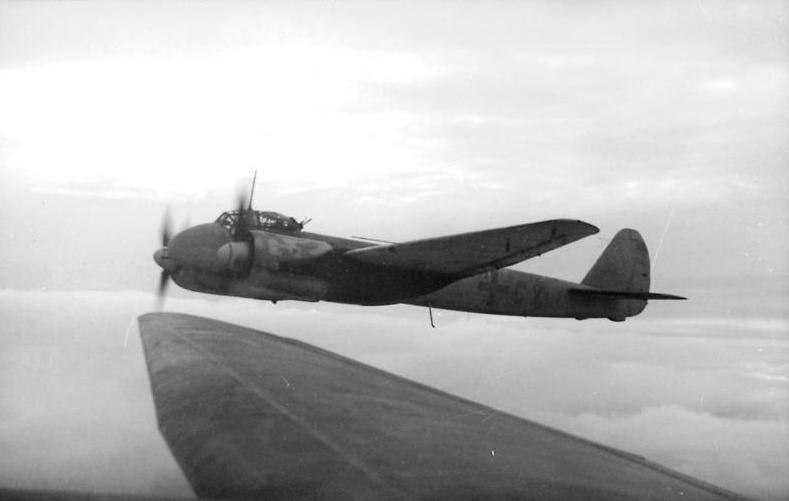
戦闘機型のユンカース Ju 88

ギルゼ＝レイエンに駐屯しているときに装備機をBf 110に改編するようにという命令が発せられた。ザイン＝ヴィトゲンシュタインはBf 110を1回短時間のみ操縦しただけであったが、1943年6月24日夜にこの機体は技術的問題を起こし、任務には不適格だと判断された。キュムリッツとザイン＝ヴィトゲンシュタインは馴染みのJu 88 Cに搭乗し、32機目から35機目の戦果となる4機のアブロ ランカスター爆撃機を撃墜した。ザイン＝ヴィトゲンシュタインはBf 110よりもJu 88の方を好み、以後2度とBf 110を操縦しなかった。飛行隊は再度東部戦線へと転戦し、1943年8月1日に第100夜間戦闘航空団（NJG 100）/第I飛行隊と改称された。東プロイセンのインステルブルクに駐屯している期間の1943年7月20日にザイン＝ヴィトゲンシュタインは1回の作戦飛行で7機を撃墜し、36機目から41機目の戦果に当たるその内6機はオリョール北東地域での47分間に記録された。
1943年8月1日にザイン＝ヴィトゲンシュタインは44機目から46機目の戦果となる3機を、8月3日夜には更に48機目から50機目となる3機を撃墜し、8月15日にNJG 3/第II飛行隊の飛行隊長に任命された。54機目を撃墜した後の8月31日にザイン＝ヴィトゲンシュタインは290番目の柏葉付騎士鉄十字章受章者となった。この勲章の授与式は9月22日に東プロイセンの総統大本営で催された。この功績により第4戦闘機師団の師団長ヨアヒム＝フリードリヒ・フート中将からも感状が送られた。

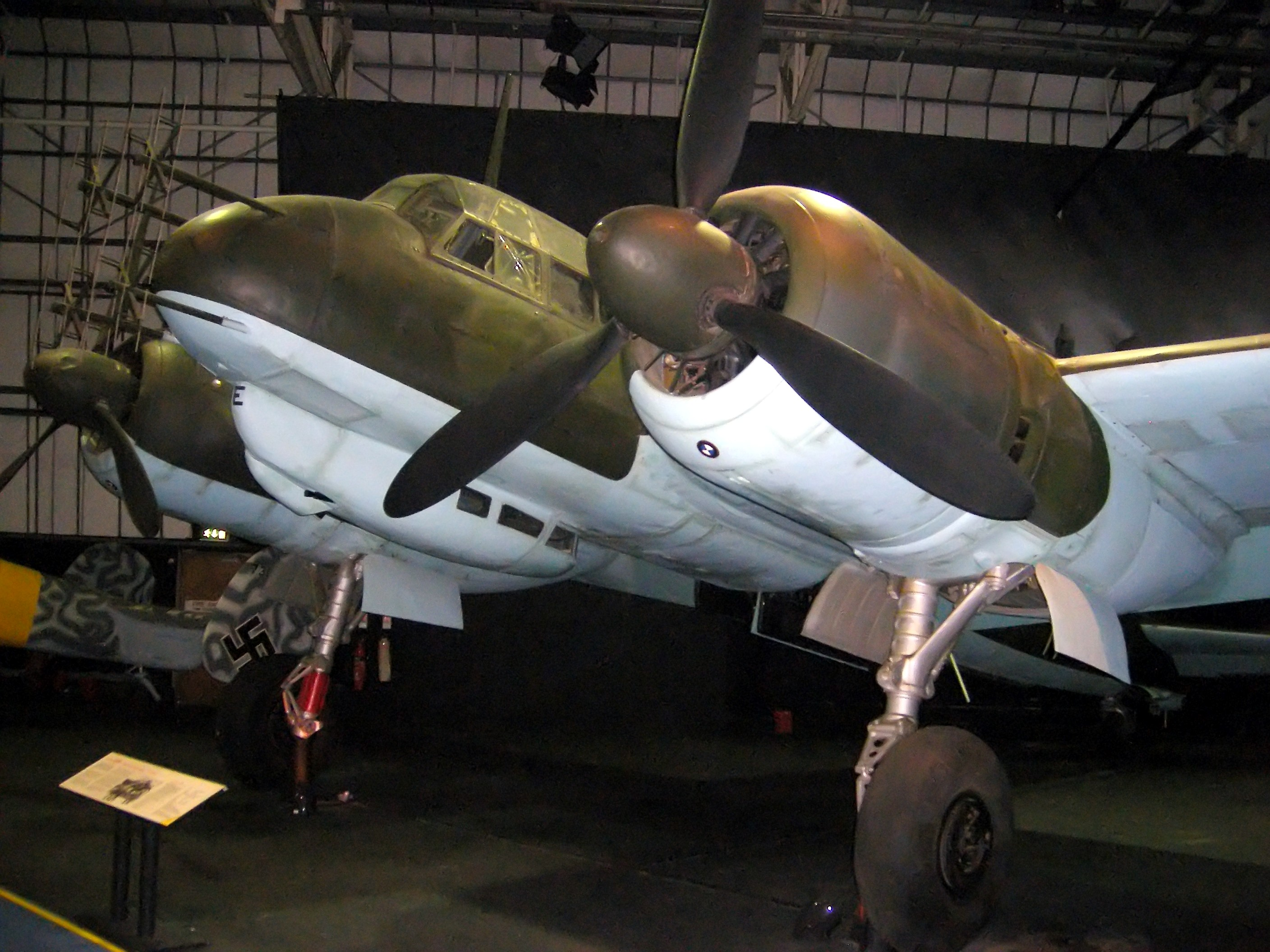
FuG 202 リヒテンシュタイン B/C レーダーを装備したユンカース Ju 88

1943年12月1日にザイン＝ヴィトゲンシュタインは第2夜間戦闘航空団（NJG 2）/第II飛行隊の指揮を引き継ぐように命令され、既に68機の戦果を記録していた1944年1月1日にはNJG 2の戦闘航空団司令に任命された。更に69機目から74機目の戦果となる一晩で6機の4発爆撃機を撃墜した。1943年遅くに無線士/レーダー操作員のキュムリッツが講習のためにフリードリヒ・オストハイマー（Friedrich Ostheimer）軍曹（Feldwebel）と入れ替わり、オストハイマーは1943年10月から1944年1月までザイン＝ヴィトゲンシュタインと飛行を共にした。
1944年1月20日にザイン＝ヴィトゲンシュタインはベルリン地域で76機目から78機目の戦果となる3機を撃墜したが、乗機のJu 88すれすれに墜落する3機目の炎上するランカスター機とあやうく衝突しそうになった。Ju 88は制御が効かなくなったが、ザイン＝ヴィトゲンシュタインはかろうじて飛行可能な状態まで制御を回復した。車輪とフラップを下すと失速し始めるため搭乗員は胴体着陸させることにした。不時着した機体の主翼約2 meters (6.6 ft)分がランカスター機のプロペラで切断されていた。

### 死
翌日の1944年1月21日にザイン＝ヴィトゲンシュタイン、無線士/レーダー操作員のフリードリヒ・オストハイマー、機上整備員のクルト・マッツライト（Kurt Matzuleit）伍長は、地上管制と対空レーダーとの連携戦法である「ザーメ・ザウ」を実施するために通常はNJG 2の技術将校に割り当てられているJu 88（機番：R4+XM、製造番号：750 467）に搭乗して離陸した。22:00に捕捉した最初の5機のランカスター機を攻撃し内1機を撃墜、22:05にこの機が爆発するのが確認された。22:10から22:15の間に2機目のランカスター機が撃墜された。3機目のランカスター機が22:30頃に爆発したことが確認され、その後間もなく4機目が22:40に地上に激突した。5機目で且つ最後の攻撃の最中、4発爆撃機が炎上する中でJu 88はおそらく爆撃機を護衛していた英軍戦闘機からの攻撃を受けた。この攻撃で左翼から出火しザイン＝ヴィトゲンシュタインは搭乗員に脱出するように命じ、オストハイマーとマッツライトは被弾した機体から無事パラシュートで脱出した。
翌日、シュテンダル近くのリューバースに属する森林地帯でJu 88の残骸の傍でザイン＝ヴィトゲンシュタインの遺体が発見された。パラシュートが開傘しない状態で発見されたことからザイン＝ヴィトゲンシュタインは機外へ脱出しようとして垂直尾翼に頭部を強打したと推測された。死因は「頭蓋骨の閉鎖骨折と顔面骨折」と診断された。1944年1月23日に44番目の柏葉・剣付騎士鉄十字章が死後授与された。ハインリヒ・プリンツ・ツー・ザイン＝ヴィトゲンシュタインは320回の作戦任務に出撃し、そのうち150回は爆撃機のパイロットと観測員としてのものであった。死亡した当時は戦果では上位に位置する夜間戦闘機のパイロットであり、東部戦線での23機と西部戦線での60機の合計83機を撃墜していた。
1944年1月25日にハインリヒ・プリンツ・ツー・ザイン＝ヴィトゲンシュタインの死が国防軍最高司令部から発せられる国防軍軍報で報じられた。遺体は1944年1月29日にオランダのデーレン飛行場にある航空団の墓地に埋葬された。遺骸は1948年に改葬され、現在はオランダ、エイセルスタインのエグモント・プリンツ・ツール・リッペ＝ヴァイセンフェルトの隣で眠っている。
誰がザイン＝ヴィトゲンシュタインを撃墜したかは答えが出ていない。フリードリヒ・オストハイマーは長距離侵攻機のデ・ハビランド モスキート夜間戦闘機に撃墜されたと信じ続けている。しかし当夜に撃墜を申告したモスキート機のパイロットはいなかった。最近の分析でマクデブルク攻撃に参加していた3機のモスキート機、2機は英第141飛行隊所属のセラレート・レーダー探知機と1機は英第239飛行隊の所属機が判明した。会敵したのは、23:15にブランデンブルクでレーダー探知を報告したデスモン・スナイプ特務軍曹（Flight Sergeant）操縦、L・フォウラー（L. Fowler）少尉がレーダー操作員を務める英第141飛行隊のモスキート FII（DZ 303）のみであった。このモスキート機は3、4分敵機を追撃した後、点灯している航法灯を目標にJu 88を攻撃した。2人は敵機のコックピット後方に損害を与えたと確信したが、撃墜は申告しなかった。この攻撃は、ザイン＝ヴィトゲンシュタイン機が撃墜された時刻と場所にぴたりと一致する。

## 人物像
夜間戦闘機パイロットのヴィルヘルム・ヨーネンは回想録の中で、同じ夜戦パイロットのハインツ・シュトリューニングの話を紹介している。部隊に着任した際のザイン＝ヴィトゲンシュタインの言動を見たシュトリューニングは「こいつ気違いか、と思いながら俺は席を離れ、歩いていって王子の同乗者と話をした。やつらとはいろいろ話したが、気高い御者どの（ヴィトゲンシュタインのこと）についちゃ、近頃こんなことがあったそうだ。無線手が作戦飛行中に、『リヒテンシュタイン』装置のスクリーンに出た目標を見失っちまったんで、御者どのはそいつに機内で不動の姿勢をとらせ、3日のあいだ乗っけるだけで任務をやらせなかったってことだ。（中略）こりゃあみんな高度五〇〇〇メートル、敵爆撃機群のまっただ中でのできごとなんだ。」と語った。
ヘルベルト・キュムリッツは、ザイン＝ヴィトゲンシュタインが襲来する敵爆撃機に対しイの一番の接敵を確保するためにしばしば自身の年功と階級を振りかざしたことを思い起こした。ザイン＝ヴィトゲンシュタインは最上の状況での接敵が図ることができるまで地上待機をすることがあり、自分が到着する前に既に他の戦闘機が敵機を捕捉していると王子は無線通信で「ヴィトゲンシュタイン参上。そこをどけ！」（"Hier Wittgenstein—geh weg!"）と通達した。
ヴォルフガング・ファルクはザイン＝ヴィトゲンシュタインのことを将校の器では無いと感じていた。ファルクは「・・・部隊指揮官というタイプではなかった。彼は教師、育成者、指導者でもなかった。しかしながら傑出した人物、類い稀なる戦闘機/実戦パイロットであった。彼は驚くべき第6感、敵機の居場所を見出したり感じる直感を持ち合わせていた。これは人間レーダーとでもいうべきものであり、彼の空中射撃能力は素晴らしいものであった。」と評した。
母親のプリンセス・ヴァルブルガは「あの子は限りなく幻滅し、失望していました。1943年にはヒトラーを射殺することを真剣に考えていました。それは名誉と義務から逸脱する行為であるという考えと葛藤しながら、その一方ではレント少佐の撃墜記録を越えるという野心も抱いていました。」と語った。タティアナ・メッテルニヒ（Tatjana Metternich）の記憶によるとザイン＝ヴィトゲンシュタインは1943年の騎士鉄十字勲章授与式の機会にアドルフ・ヒトラーを殺害するつもりであった。彼は「私は結婚をしていないし、子供もいない。唯の消耗品なのだよ。犠牲になるのは私独りだけだ。式典ではヒトラーが個々人に勲章を授与するだろう。私とヒトラーの間には誰もいないだろう。」と語ったという。

## 受勲
- 戦傷章黒章[9]
- 空軍前線飛行章金章・爆撃機パイロット[9]
- 空軍前線飛行章金章・夜間戦闘機パイロット[9]
- 空軍名誉杯（1941年9月15日）[10]
- パイロット兼観測員章
- ドイツ十字章金章（1942年8月21日）：第2夜間戦闘航空団／第6飛行中隊の中尉として[29]
- 鉄十字章（1939）
  - 2級
  - 1級
- 柏葉・剣付騎士鉄十字章
  - 騎士鉄十字章（1942年10月7日）：第2夜間戦闘航空団／第9飛行中隊の中隊長の大尉として[30][脚注 4]
  - 柏葉 第290号（1943年8月31日）：第100夜間戦闘航空団／第I飛行隊の飛行隊長の大尉として[32][脚注 5]
  - 剣 第44号（1944年1月23日、死後叙勲）：第2夜間戦闘航空団の戦闘航空団司令の少佐として[31][33]
- 国防軍軍報（Wehrmachtbericht）に採り上げられること1回

### 国防軍軍報からの引用
| 日付          | 国防軍軍報のオリジナル原稿 | 和訳（英訳から転訳） |
| ------------- | --- | --- |
| 1944年1月25日 | Der Kommodore eines Nachtjagdgeschwaders Major Prinz zu Sayn-Wittgenstein fand im nächtlichen Kampf gegen feindliche Terrorflieger bei seinem 83. Nachtjagdsieg nach Vernichtung von fünf britischen Bombern den Heldentod. Der Führer ehrte den gefallen Nachtjäger durch Verleihung des Eichenlaubs mit Schwertern zum Ritterkreuz des Eisernen Kreuzes. Mit ihm verliert die deutsche Luftwaffe einen ihrer hervorragendsten Nachtjagdflieger. | 夜間戦闘航空団の指揮官プリンツ・ツー・ザイン＝ヴィトゲンシュタイン少佐は敵の恐るべき航空機との戦闘に参加し、夜間戦闘での83機目の勝利、5機の英軍爆撃機の撃墜を記録してこの英雄は戦死した。「総統」は、柏葉・剣付騎士鉄十字章の授与でこの落ちた夜の戦士の栄誉を讃えた。彼の死と共にドイツ空軍は最も卓越した夜間戦闘機パイロットの一人を失った。 |

## References
出典
1. ↑  Spick 1996, pp. 3–4.
2. ↑  Helden der Wehrmacht II 2003, pp. 186–187.
3. 1 2 3  Knott 2008, p. 29.
4. ↑  Knott 2008, p. 111.
5. ↑  Knott 2008, p. 32.
6. ↑  Knott 2008, p. 34.
7. 1 2  Knott 2008, p. 38.
8. 1 2  Knott 2008, p. 45.
9. 1 2 3 4  Berger 2000, p. 312.
10. 1 2 3 4 5 6 7  Obermaier 1989, p. 34.
11. 1 2  Knott 2008, p. 73.
12. ↑  Knott 2008, pp. 81–82.
13. ↑  Hinchliffe 1998, p. 125.
14. 1 2  Knott 2008, p. 74.
15. ↑  Knott 2008, p. 98.
16. ↑  Knott 2008, pp. 100–101.
17. ↑  Knott 2008, p. 100.
18. ↑  Knott 2008, pp. 104–107.
19. ↑  Hinchliffe 1998, pp. 235–236
20. ↑  Knott 2008, pp. 107–108.
21. 1 2  Knott 2008, pp. 108–109.
22. ↑  Knott 2008, p. 206.
23. ↑  Hinchliffe 1998, pp. 238–239.
24. ↑  ヨーネン 2001, pp. 89–90.
25. ↑  Knott 2008, pp. 77–78.
26. ↑  Knott 2008, pp. 78–79.
27. ↑  Knott 2008, p. 108.
28. ↑  Metternich 1976, p. 194.
29. ↑  Patzwall and Scherzer 2001, p. 397.
30. ↑  Fellgiebel 2000, p. 372.
31. 1 2 3  Scherzer 2007, p. 652.
32. ↑  Fellgiebel 2000, p. 72.
33. ↑  Fellgiebel 2000, p. 42.
34. ↑  Die Wehrmachtberichte 1939-1945 Band 3, p. 18.

参考文献
- Berger, Florian (2000). Mit Eichenlaub und Schwertern. Die höchstdekorierten Soldaten des Zweiten Weltkrieges. Selbstverlag Florian Berger. ISBN 3-9501307-0-5.
- Fellgiebel, Walther-Peer (2000). Die Träger des Ritterkreuzes des Eisernen Kreuzes 1939 – 1945. Friedburg, Germany: Podzun-Pallas. ISBN 3-7909-0284-5.
- Hinchliffe, Peter (1998). Luftkrieg bei Nacht 1939 – 1945 (in German). Stuttgart, Germany: Motorbuch Verlag. ISBN 3-613-01861-6.
- Knott, Claire Rose (2008). Princes of Darkness — The lives of Luftwaffe night fighter aces Heinrich Prinz zu Sayn-Wittgenstein and Egmont Prinz zur Lippe-Weissenfeld. Hersham, Surrey: Ian Allan Publishing. ISBN 978-1-903223-95-6.
- Metternich, Tatjana (1976). Purgatory of Fools. New York: Quadrangle. ISBN 0-8129-0691-8
- Patzwall, Klaus D. and Scherzer, Veit (2001). Das Deutsche Kreuz 1941 – 1945 Geschichte und Inhaber Band II. Norderstedt, Germany: Verlag Klaus D. Patzwall. ISBN 3-931533-45-X.
- Schaulen, Fritjof (2005). Eichenlaubträger 1940 – 1945 Zeitgeschichte in Farbe III Radusch - Zwernemann (in German). Selent, Germany: Pour le Mérite. ISBN 3-932381-22-X.
- Scherzer, Veit (2007). Ritterkreuzträger 1939 – 1945 Die Inhaber des Ritterkreuzes des Eisernen Kreuzes 1939 von Heer, Luftwaffe, Kriegsmarine, Waffen-SS, Volkssturm sowie mit Deutschland verbündeter Streitkräfte nach den Unterlagen des Bundesarchives (in German). Jena, Germany: Scherzers Miltaer-Verlag. ISBN 978-3-938845-17-2.
- Scutts, Jerry (1998). German Night Fighter Aces of World War 2. Oxford: Osprey Publishing. ISBN 1-85532-696-5.
- Spick, Mike (1996). Luftwaffe Fighter Aces. New York: Ivy Books. ISBN 0-8041-1696-2.
- Die Wehrmachtberichte 1939 – 1945 Band 3, 1. Januar 1944 bis 9. Mai 1945 (in German). München: Deutscher Taschenbuch Verlag GmbH & Co. KG, 1985. ISBN 3-423-05944-3.
- Helden der Wehrmacht II - Unsterbliche deutsche Soldaten (in German). München, Germany: FZ-Verlag GmbH, 2003. ISBN 3-924309-62-0.
- W.ヨーネン 『ドイツ夜間防空戦―夜戦エースの回想』渡辺洋二（訳）、 光人社NF文庫、2001年、ISBN 4-7698-2327-4